# Saona i Loira
Saona i Loira (71) (en francès Saône-et-Loire) és un departament francès situat a la regió de Borgonya - Franc Comtat. La seva capital és Mâcon.

## Geografia
El departament és situat en el centre-est de França. Limita al nord amb Costa d'Or, a l'est amb Jura, al sud-est amb Ain, al sud amb Roine i Loira, a l'est amb Alier i al nord-oest amb Nièvre.

## Història
Saona i Loira és un dels vuitanta-tres departaments creats el 4 de març de 1790, per l'Assemblea Constituent, en aplicació de la llei del 22 de desembre de 1789, durant la Revolució francesa. Es formà a partir d'una part de l'antiga regió administrativa de Borgonya.
De 1960 a 2015 Saona i Loira fue un departament de la regió de Borgonya.

## Administració
El govern de la república està representat al departament per un prefecte.
El departament és dividit en 5 districtes, 29 cantons, 20 estructures intercomunals i 563 comunes.